# Иоанн I Орсини
Иоанн I Орсини (греч. Ιωάννης Α΄ Ορσίνι, итал. Giovanni Orsini; ? — 1317 год) — маркграф Кефалинии и Закинфа с 1304 по 1317 год.

## Биография
Иоанн I Орсини был единственным сыном пфальцграфа Кефалонии и Закинфа Рикардо I Орсини, после смерти отца Иоанн занял его трон. В 1292 году он женился на Марии, дочери правителя Эпира Никифора I Комнина Дуки. Изначально Мария Комнина была направлена в графство Кефалонию в качестве заложника, чтобы обеспечить помощь Рикардо I в снятии византийский осады с города Янины. После того, как византийцы были отброшены, Рикардо, не посоветовавшись с Никифором Дукой, устроил брак Иоанна с Марией. Это вызвало возмущение Никифора, который не унимался, пока в 1295 году молодая пара переехала к Эпирскому двору. Там Иоанн так сдружился с своим тестем, что тот даровал ему во владение остров Лефкас, Рикардо также пообещал подарить близлежащий остров Итака, но, вероятно, так и не успел это сделать. Иоанн и Мария осталась в Эпире до убийства Рикардо I в 1304 году.
После смерти Рикардо I Иоанн сразу же стал участвовать в судебной тяжбе за наследство со своей мачехой Маргарет де Виллардуэн. Маргарет требовала поместье Каточи в Эпире и 100 000 золотых. Первоначально ахейский правитель Филипп I Савойский вынес решение в пользу Иоанна, особенно после того как Иоанн сделал «подарок» из 3656 золотых и присягнул на верность 7 апреля 1304 года. Тогда Маргарет обратились за помощью к сильному Никола III Сент-Омеру, который всегда был готов выступить против авторитета правительства Филиппа. В конце концов было достигнуто соглашение, по которому Иоанн I Орсини заплатил Маргарет де Виллардуэн сумму 20 000 золотых. 
Хроника Мореи также сообщает о другом конфликт между Сент-Омером и Иоанном Орсини. Никола III Сент-Омер был женат на сестре Иоанна Гильермине, но пренебрёг ей, и в конечном итоге заточил в своем замке. Тогда Иоанн вместе с Гильомом Орсини организовали её похищение и бегство на Кефалонию.

### Война в Эпире
Вскоре после того как Иоанн стал в 1304 году пфальцграфом, ему и Филиппу Савойскому было приказано прибыть ко двору их сюзерена короля Карла II Анжуйского в Неаполь. Карл II отдал приказ напасть на Эпир, где византийская царевна Анна, мать и регент деспота Фомы I Комнина Дуки, отказался подтвердить вассальную зависимость от Неаполитанского королевства и начала сближаться с Византийской империей. Кроме того, сын Карла II Филипп I Тарентский был женат на Тамаре Ангелине Комнине, дочери эпирского деспота Никифора I, и якобы Никифор согласился, чтобы после его смерти наследование шло бы по линии дочери, а не по линии сына Фомы. Это дало повод к войне.
Вскоре Иоанн прибыл в Эпир с большим отрядом ахейцев, но взять столицу штурмом не удалось и союзники отошли. Хотя Карл II был полон решимости повторить нападение в следующем году, Анна дала крупную взятку правителю Ахеи Филиппу Савойскому и он попытался сорвать вторжение. В конечноконечном итоге Филипп I Савойский был свергнут Карлом II, а управление Ахеей передано сыну Карла, Филиппу Тарентскому. В 1307 году Филипп Тарентский начал вторжение в Эпир, но это вторжение провалилось из-за вспышки заболевания среди неаполитанских войск. Несмотря на это, Карл сумел получить некоторые территориальные уступки от Анны. Иоанн Орсини не только участвовал в этом походе, но и активно подстрекал, возможно, надеясь получить титул деспота Эпира. Иоанн I участвовал во всех коалициях против Эпира, которым стремился управлять. Через год после смерти Иоанна I Орсини его сын и наследник Николай Орсини овладел троном Эпира.

### Война в Ахейе
Так как графство Кефалинии и Закинфа находилось в вассальной зависимости от княжества Ахея, Иоанн I был вовлечен в её внутренние дела и особенно в династической спор между принцем Фернандо де Майорка и принцессой Матильдой Эно в 1315—1316 годах. В 1315 году принц Фернандо де Майорка вторгся в Морею и попытался захватить княжеский престол, на который он претендовал по праву своего брака на Изабель де Сабран.
Как и большинство баронов и вассалов Ахеи, Иоанн I поддержал его на первом этапе, но потом начал поддерживать законного наследника принцессу Матильду Эно, и её мужа Людовика Бургундского. 5 июля 1316 года между сторонами состоялась решающая битва. Иоанн Орсини возглавил передовой отряд армии принцессы Матильды. Фернандо де Майорка начал яростную атаку и сломал оборону первой линии, но был остановлен во второй линии Людовиком. В ходе последовавшего боя армия сторонников Фернандо потерпела поражение, а сам Фернандо де Майорка был убит.
Через месяц Людовик Бургундский умер в возрасте 18 лет, по-видимому, от болезни. Тем не менее некоторые источники утверждают, что Людовик был отравлен Иоанном.
Сам Иоанн I умер в 1317 году, ему наследовал его старший сын Николай.